# Municipio de Gori
El Municipio de Gori o Raion de Gori (en georgiano: გორის რაიონი) es un raión de la región de Shida Kartli en Georgia. Está situado en las llanuras de Shida Kartli y ocupa un territorio de 1352 km². Este raion es atravesado por el río más grande del Cáucaso: el río Kura. 
Los veranos en el raión de Gori son cálidos y secos, los inviernos son fríos. La primavera es la época más húmeda del año. 
La capital de distrito es la ciudad de Gori, lugar de nacimiento de Iósif Stalin. El Museo de Stalin atrae casi 20.000 visitantes cada año. 
Después de la anexión rusa de Georgia en el siglo XVIII, a Gori se le concedió el estatus de ciudad dentro de la provincia de Tiflis en 1801. Creció en tamaño y población a lo largo del siglo XIX, pero fue destruido en el terremoto de 1920.
Durante la época soviética, Gori se convirtió en un centro industrial y agrícola. Sin embargo, después de la independencia (1991), el sistema económico soviético se derrumbó y muchas personas abandonaron la región en busca de trabajo. Desde la Revolución de las Rosas (2004) la situación ha mejorado mucho.